# Marché de Feltre
Le marché de Feltre est un ancien marché couvert situé à Nantes dans le centre-ville. Inauguré en 1902, il remplace une ancienne halle aux toiles construite par Mathurin Crucy qui abrita le premier musée des beaux-arts de la ville.

## Localisation
Le marché se trouve à proximité immédiate du chevet de la basilique Saint-Nicolas dont il est séparé sur son côté sud par la rue de Feltre. Il est encadré à l'ouest par la rue de l'Arche-Sèche située en contrebas et par la rue Cacault qui la borde à l'est. Au nord, le bâtiment est longé par la rue des Deux-Ponts, à proximité des vestiges de la porte Sauvetout.

## Histoire

### La halle aux toiles
En 1819, François-Jean-Baptiste Ogée, ancien architecte conservateur
des bâtiments civils du département de la Loire-Inférieure et architecte de la Ville de Nantes, programme la construction d'une halle aux toiles, sur les anciens terrains des fossés Saint-Nicolas, devant contenir environ trente boutiques, ainsi que le bureau de l’inspecteur de la marque. Il confie cependant le chantier à Mathurin Peccot, architecte-voyer honoraire, qui imagine un plan en fer à cheval. L'oncle de ce dernier, Mathurin Crucy, se propose d’édifier un bâtiment constitué de deux étages : un marché pour les fruits et légumes au rez-de-chaussée ; une halle aux toiles au-dessus, dans laquelle seront vendus hebdomadairement des lins, fils et tissus divers. Mais Crucy voit son premier projet rejeté par le conseil municipal. Après de nombreuses modifications notamment en matière de contraintes de style imposées par Gourlier, rapporteur au conseil des bâtiments civils, son deuxième plan est finalement accepté en 1821, et l'édifice est construit en 1823,.
Le chantier nécessite le nivellement d'une tranche de la motte Saint-Nicolas. À l'angle sud-ouest du bâtiment, on édifia en 1835 un pont permettant à la rue du Calvaire qui fut prolongée, de pouvoir franchir la rue de l’Arche-Sèche en direction du pont de l’Écluse (située à l'emplacement de l'actuelle place de l'Écluse). Ce pont est baptisé « pont de l'Érail ». La nouvelle rue prend alors le nom de « rue de l'Érail ». Le résultat est commenté en 1826 dans L'Ami de la Charte : « La halle aux toiles donnera la vie au nouveau quartier des douves Saint-Nicolas. ».
Le bâtiment de Crucy est d’ordre dorique présentant une addition de modillons dans une corniche. Sa longueur est d’environ 75 mètres pour une largeur d’à peu près 12 mètres. Le rez-de-chaussée, adossé contre le monticule de la rue de la Boucherie, sur le bord duquel il est en partie construit, s’ouvre de l’autre côté (le long de la rue de l’Arche-Sèche), par une galerie à 19 portiques arrondis ouvrant sur une vaste place enclose cernée par des pavillons et des appentis en bois qui permettent aussi bien aux marchandes de légumes qu'aux acheteurs d'être à l’abri des intempéries. Tout le premier étage, hormis l'espace réservé aux bureaux et au logement du directeur, forme une salle immense, éclairée par trente-six croisées cintrées à impostes d’archivoltes,.
En 1829, le premier étage est aménagé pour recevoir le musée de peinture, constitué par la collection de tableaux et de sculptures achetée en 1810 par l'ancien maire de Nantes Jean-Baptiste Bertrand-Geslin, à Pierre Cacault qui l'avait reçue de son frère François, mort en 1805, complétée par les œuvres données à la ville par Napoléon Ier. Selon un inventaire effectué en 1818, la collection Cacault était alors la plus riche collection de tableaux qui existait en France en dehors de Paris puisqu'elle comptait : 1 155 peintures, 64 sculptures et 134 recueils d'estampes.
Ogée est alors désigné pour établir le devis des travaux nécessaires à l’aménagement. Ceux-ci consistent notamment à séparer la partie halle de la partie musée, laquelle sera cloisonnée en quatre salles. Le musée est inauguré le 1er avril 1830. Cependant, les quatre salles ne suffisent pas à héberger toutes la collection, ce qui contraint la ville à vendre environ 400 de ses œuvres en 1831. Mais néanmoins, le musée gagne de l'espace sur la halle : une nouvelle salle est inaugurée en 1833, une deuxième quelques années plus tard, une dernière en 1846, achevant l’occupation complète de l’étage. En 1852, des travaux de décoration sont effectués pour accueillir le legs de la collection d'Edgar Clarke, 2e duc de Feltre, et de son frère Alphonse, conformément aux exigences du testament. La salle est inaugurée le 15 mai 1854. La « rue de l'Érail » sera alors baptisée « rue de Feltre » en leur honneur.
En 1860, les administrateurs du musée obtiennent la réfection des autres salles du premier étage. La façade de la rue Cacault est rénovée en 1865, tandis que le nivellement et les alignements des voies aux abords du musée sont réalisés en 1867. Mais le musée de Feltre reste trop exigu. En 1864, Philbert Doré, porte-parole de la commission de surveillance du musée, écrit au maire pour lui demander l’agrandissement d'urgence de l’établissement et lui signifier son inquiétude devant l’augmentation du nombre des toiles non exposées. Le préfet constate même « l’insuffisance du bâtiment affecté au service du musée de peinture », encourageant le maire à envisager sérieusement l’agrandissement du bâtiment. Un projet est alors proposé en 1866, consistant à doubler la superficie du musée existant par la construction d'une aile parallèle de mêmes dimensions. Le projet ne verra pas le jour, si bien que vingt ans plus tard, en 1887, Philbert Doré constate que « la construction prochaine d’un plus vaste musée s’impose impérieusement. » Il faudra attendre 1891 pour que la ville se décide enfin à construire un édifice spécialement conçu pour conserver et présenter au public des œuvres d'art dans de bonnes conditions. Le musée des beaux-arts de Nantes sera inauguré quelques années plus tard à proximité de l'actuel lycée Georges-Clemenceau et du jardin des plantes.

### Le nouveau marché
Le bâtiment de Crucy devenu vacant, reprend pour quelques années sa vocation de marché couvert. Celui-ci sera finalement rasé pour laisser la place à l'édifice actuel conçu par l'architecte Alfred Marchand. Celui-ci s'expose sous la forme de deux façades à fronton en pierre blanche au nord et au sud, tandis que les murs latéraux présentent des arcades en fonte et un appareillage de briques rouges. Le nouveau marché couvert sera inauguré en 1902.
Endommagé par les bombardements de 1943 durant la Seconde Guerre mondiale qui ravagent la rue du Calvaire, le marché de Feltre abrite dès les années 1950, une fabrique de glaces qui approvisionne les habitants du centre-ville alors dépourvus de réfrigérateur. En 1964, la municipalité dénonce le bail la liant à la société « Frigo nantais » exploitant le  frigorifique dans le bâtiment. En février 1966, cette société propose alors à la ville d’aménager et exploiter une patinoire dans l'ancien marché. Le conseil municipal du 25 novembre de la même année accepte la proposition permettant « de mettre un terme au contentieux engagé, sans qu’il en résulte aucune charge pour la commune », tout en reconnaissant qu'une telle installation faisait défaut dans l'agglomération nantaise. La patinoire, qui est inaugurée en 1967, ne fonctionna d'abord qu'en hiver, puis au gré de l'amélioration des installations, sera ouverte toute l'année. Mais, l'équipement se révèle rapidement inadapté pour la pratique du sport de haut niveau. La ville décide donc dans les années 1980 la construction du centre de loisirs du Petit Port qui sera doté d'une patinoire adéquate.
Devenu de nouveau vacant le marché de Feltre, retrouve sa vocation commerciale en accueillant deux magasins : l'un au rez-de-chaussée, à l'enseigne C&A et l'autre, à l'étage, le Forum du Livre (devenue ensuite la librairie « Chapitre »). Dans cet objectif, le bâtiment fera enfin l'objet de travaux d'extension devant l'entrée principale, ainsi que d'un aménagement intérieur.

## Galerie

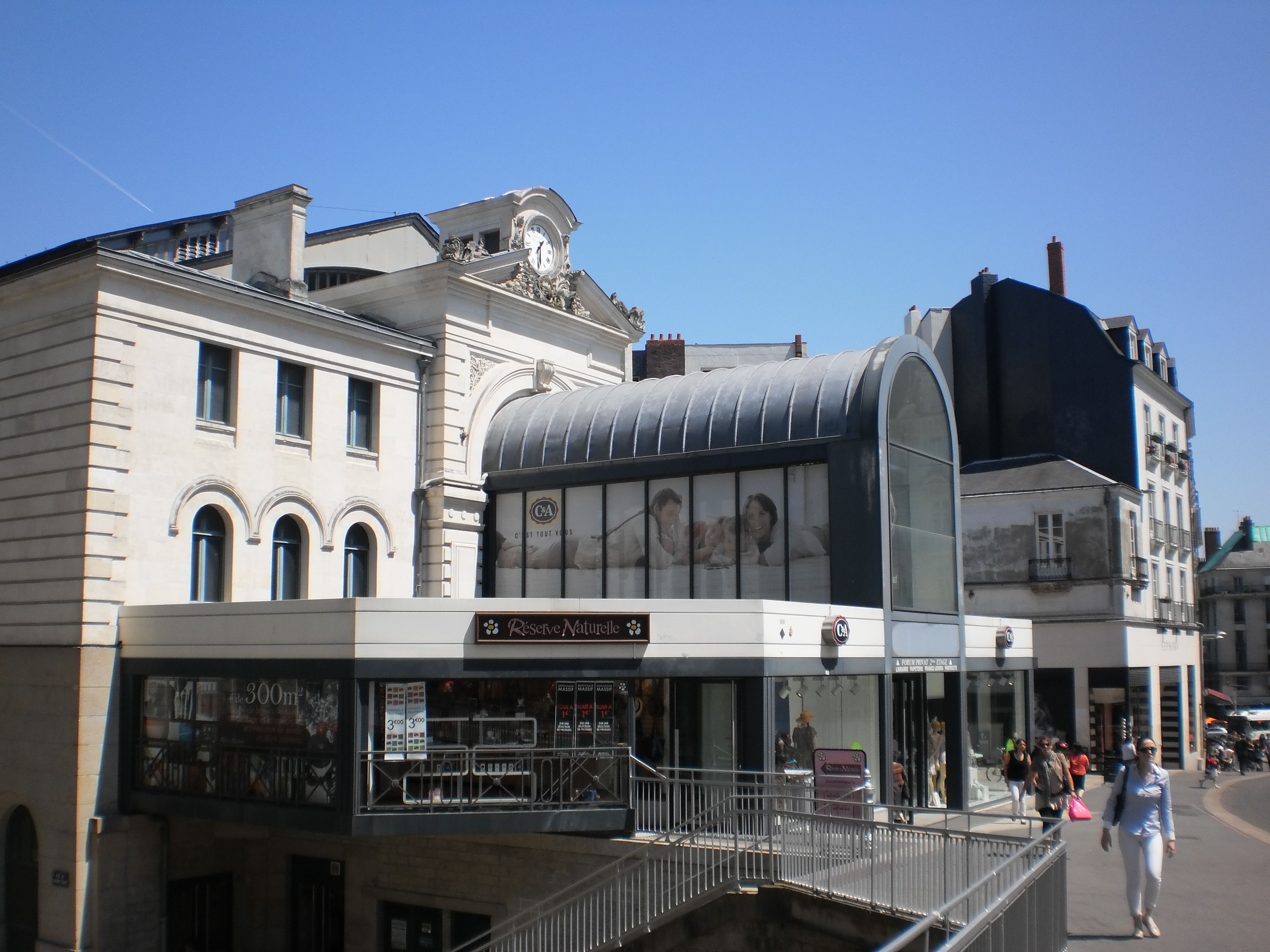
Entrée de l'ancien marché couvert.
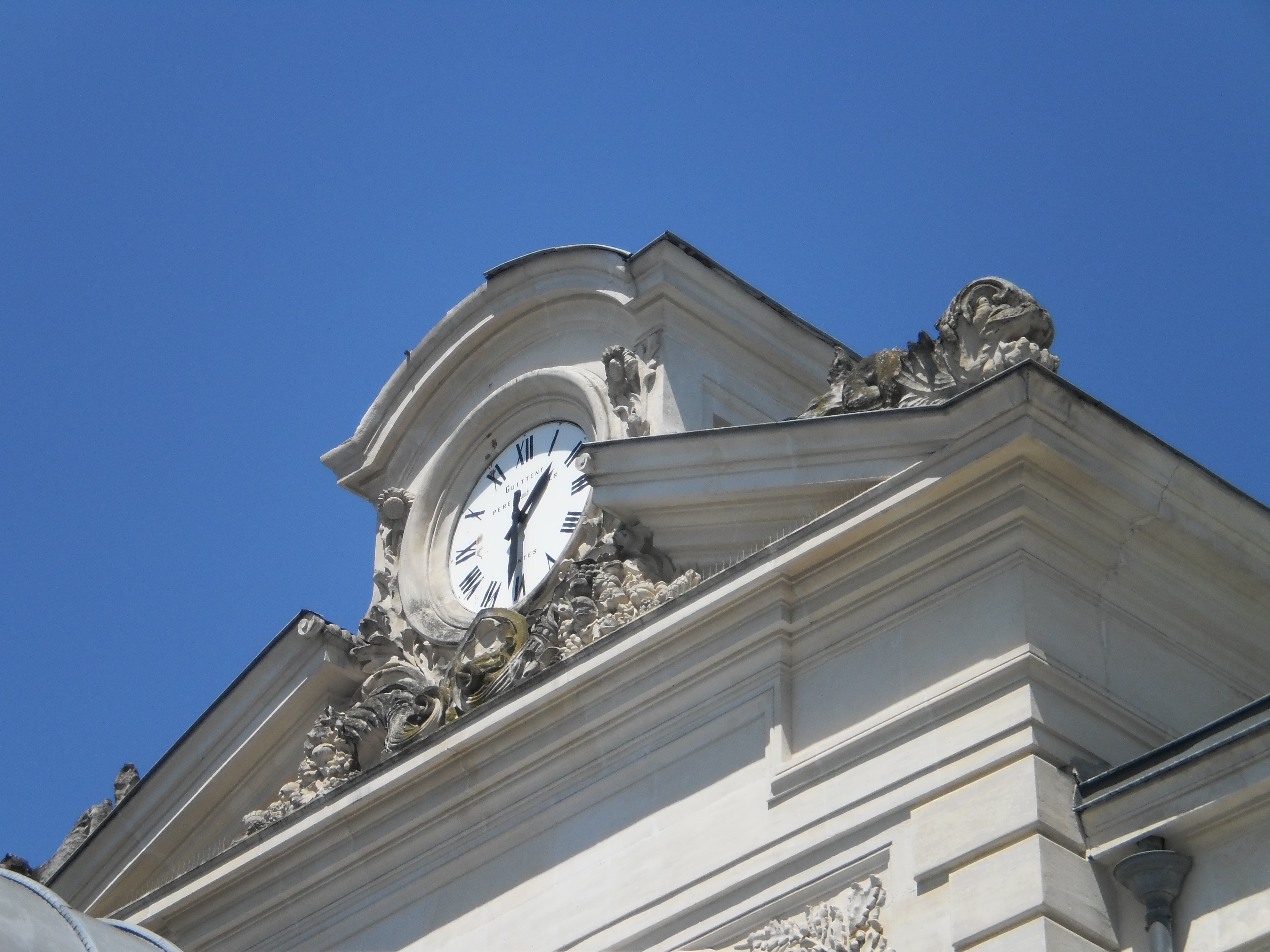
Fronton de l'ancien marché couvert.